# Bojanovo
Bojanovo (Bulgaars: Бояново) is een dorp in het noordwesten van Bulgarije. Het is gelegen in de gemeente Gramada in de oblast Vidin en telde op 31 december 2019 6 inwoners.

## Bevolking
Het dorp is de afgelopen jaren in een drastisch tempo ontvolkt (zie: onderstaand tabel). Op 31 december 2019 telde het dorp Bojanovo 6 inwoners, een daling van ruim 97% sinds de volkstelling van 1946 (214 personen). De bevolking bestaat uitsluitend uit etnische Bulgaren.
Het dorp is sterk vergrijsd. Van de 12 inwoners die in februari 2011 werden geregistreerd, waren er 0 jonger dan 15 jaar oud (0%), terwijl er 11 inwoners van 65 jaar of ouder werden geteld (92%).